# 25191 Rachelouise
A 25191 Rachelouise (ideiglenes jelöléssel 1998 SE123) a Naprendszer kisbolygóövében található aszteroida. A LINEAR projekt keretében fedezték fel 1998. szeptember 26-án.